# 사드코
사드코(The Magic Voyage Of Sinbad, Sadko)는 소련에서 제작된 알렉산드르 푸쉬코 감독의 1953년 모험, 판타지 영화이다. 세르게이 스톨랴로프 등이 주연으로 출연하였다.

## 출연

### 주연
- 세르게이 스톨랴로프
- 알라 라리오노바

### 조연
- 니콜레이 크루츠코프
- 세르게이 마티슨